# Золотой квинарий
Золотой квинарий (лат. Quinarius aureus) — древнеримская золотая монета равная ½ ауреуса. Римские золотые монеты из-за идентичности в размерах с серебряным денарием называли «золотым денарием» (лат. denarius aureus) или просто «золотым» (лат. aureus). Половинка «золотого денария» по аналогии с серебряным получила название «квинария», только золотого.
Выпуск первой монеты в ½ ауреуса был приурочен триумфу Юлия Цезаря в честь победы при Мунде 17 марта 45 г. до н. э., положившей конец гражданской войне 49—45 гг. до н. э.. Весовой стандарт ауреуса Цезаря составлял 1⁄40 чистого фунта золота (327,45 г), что составляет ~8,19 г. Квинарий соответственно весил чуть больше 4 г.

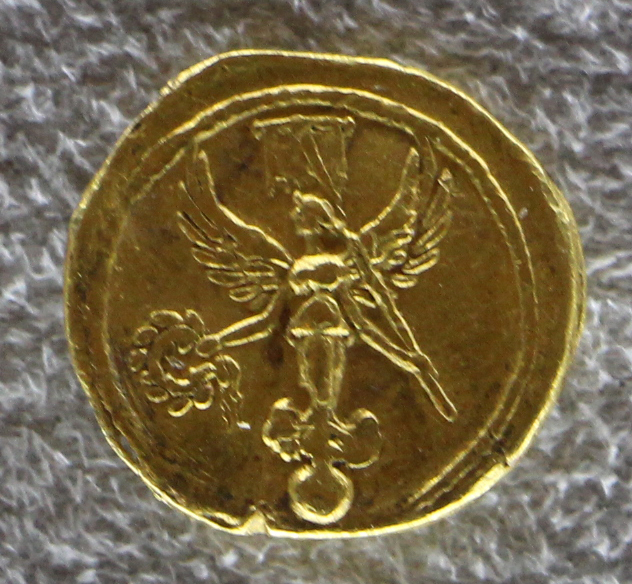
Один из вариантов реверса золотого квинария Августа, отчеканенного в Колонии Патриция (Кордова). Монета экспонируется в Национальном археологическом музее Флоренции

При Октавиане Августе в Римской империи проведена реформа денежного обращения. Одним из основных отличий от республиканских стандартов было введение в систематическое обращение золотой монеты. Ауреусы чеканили и ранее, но их стоимость была нефиксированной и определялась рыночным курсом золота относительно серебра. Император привёл весовой стандарт ауреуса к 1⁄42 фунта определив его стоимость в 25 денариев. Весовые характеристики денария остались неизменными. Квинарии, как золотые, так и серебряные содержали изображение Виктории. После реформы Октавиана Августа сложились следующие соотношения между основными денежными единицами (табл. 1):
| Номинальная стоимость в денариях | Номинальная стоимость в сестерциях | Номинальная стоимость в ассах | Монета              | Металл  | Вес, г |
| -------------------------------- | ---------------------------------- | ----------------------------- | ------------------- | ------- | ------ |
| 25                               | 100                                | 400                           | Ауреус              | Золото  | ~7,85  |
| 12½                              | 50                                 | 200                           | Золотой квинарий    | Золото  | ~3,92  |
| 1                                | 4                                  | 16                            | Денарий             | Серебро | ~3,79  |
| ½                                | 2                                  | 8                             | Серебряный квинарий | Серебро | ~1,79  |
| ¼                                | 1                                  | 4                             | Сестерций           | Латунь  | ~25    |
| 1⁄8                              | ¼                                  | 2                             | Дупондий            | Латунь  | ~12,5  |
| 1⁄16                             | ¼                                  | 1                             | Асс                 | Медь    | ~11    |
| 1⁄32                             | 1⁄8                                | ½                             | Семис               | Медь    | ~4,6   |
| 1⁄64                             | 1⁄16                               | ¼                             | Квадранс            | Медь    |        |

Во время правления Августа золотые квинарии выпускали на двух монетных дворах — в Колонии Патриция (современная Кордова) и Лугдуне (современный Лион). На территории Испании монетный двор работал с 20 по 15 г. до н. э. Для этих монет характерно изображение на реверсе Виктории на шаре с пальмовой ветвью и орлом легиона в руках. На аверсе надпись «AVG VST» разделяет пополам бюст императора. На квинариях Лугдуна Виктория сидит на шаре. Расположение монетного двора и место выпуска монеты во время Августа имело политический контекст. В условиях существования сенатских и императорских провинций, влиятельного сената, перенос монетного двора из Рима в Лугдун около 14 г. до н. э. дал императору контроль над процессом эмиссии денег. С 12 г. до н. э. Лугдун становится главным центром чеканки монет из благородных металлов.

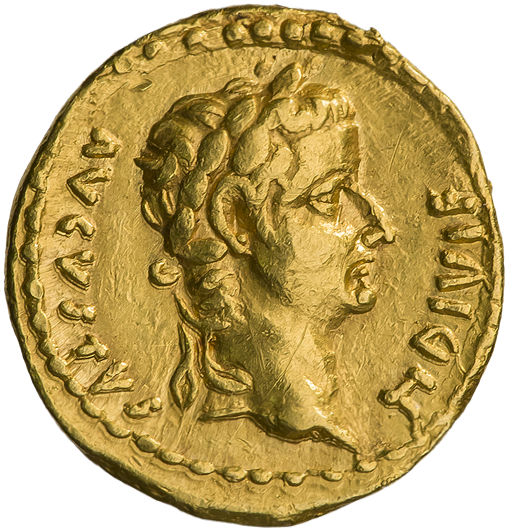
Аверс золотого квинария Тиберия 23—24 гг

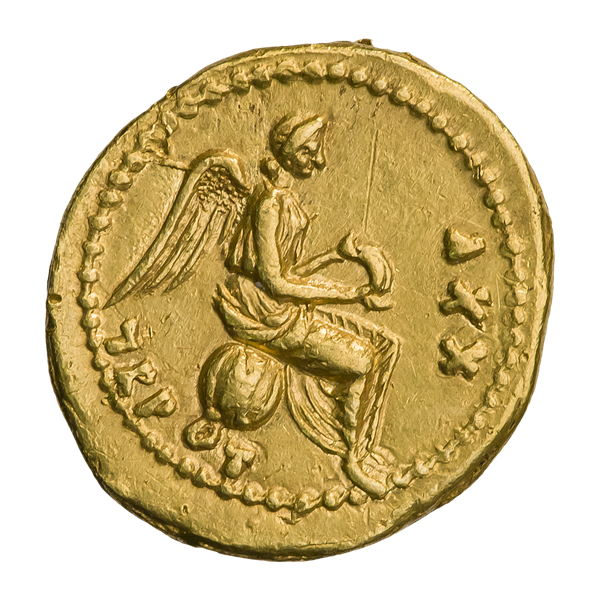
Реверс золотого квинария Тиберия 23—24 гг

При Тиберие (14—37) квинарии повторяли аналоги Августа. Монеты из золота и серебра чеканили в Лугдуне, их весовые характеристики соответствовали введённым Августом. На реверсе Виктория сидит на шаре и держит в руках венок. Надпись «TR POT» обозначает «Tribunicia Potestate» — обладатель трибунской власти. Аверс содержит изображение самого Тиберия и надпись «TI DIVI F — AVGVSTVS».
Среди императоров из династии Антонинов небольшие выпуски квинариев выпускали при Нерве (96—98), Траяне (98—117), Адриане (117—138), Антонине Пие (138—161) и Марке Аврелии (161—180).
При Калигуле монетный двор в Лугдуне закрыли. Это было вызвано волнениями в Галлии и германскими войнами. До прекращения его работы на нём успели отчеканить небольшое количество золотых квинариев, которые были сходными с таковыми Августа и Тиберия. Небольшие тиражи золотых квинариев также чеканили во время правления Клавдия и Нерона.
При Нероне вес ауреуса был снижен до 1⁄45 фунта (7,28 г), а квинария соответственно до 3,64 г. Квинарии соответствующих весовых характеристик увидели свет только при Веспасиане (69—79). Их выпуски продолжали носить нерегулярный характер. Так, при преемнике Веспасиана Тите (79—81) их не чеканили вовсе, а при Домициане (81—96) выпустили в небольших количествах в 88 году в качестве донативной монеты.
Следующее снижение веса ауреуса и квинария произошла при Каракалле, когда они стали соответствовать 1⁄50 и 1⁄100 части фунта (6,55 и 3,27 г соответственно). Вес ауреуса редуцировали при Александре Севере до 5,83 г. Во время продолжительных войн он снижался и до 4,54 г. При Диоклетиане стали выпускать монеты с фиксированным весом в 1⁄70 золотого фунта.
Последний золотой квинарий выпустили при Галерие (293—311). Император Константин I Великий (306—337) ввёл новую денежную единицу солид равную 1⁄72 римского фунта, которая заменила ауреус. Также перестали выпускать, являющиеся его производными, золотые квинарии.